# 臨死!!江古田ちゃん
『臨死!!江古田ちゃん』（りんし!!えこだちゃん）は、瀧波ユカリによる日本の4コマ漫画作品。作者のデビュー作。
2004年冬の四季賞にて大賞を受賞し、『月刊アフタヌーン』（講談社）にて2005年4月号より連載を開始。2014年9月号をもって連載終了。単行本全8巻。

## 概要
東京都練馬区にある江古田駅（西武池袋線）近隣に在住のフリーター、江古田ちゃんを主人公とし、主人公とその周辺の人々の日常を描く。
日常で出会った場面、友人との会話・行動、アルバイト先のパブや派遣先での出来事、異性（同性を含む場合もある）に受けのよい女性（作中では「猛禽」と呼ばれる）への考察、主人公の奔放な異性関係などを、主人公のモノローグを中心に紹介する。
2007年には女性誌『kiss』『Hanako』、2009年には女性誌『Numero TOKYO』、『Meets Regional 東京通本』に出張掲載された。
また、作者がパーソナリティとして出演した2009年11月20日放送のラジオ番組『一青窈と江古田ちゃんのオールナイトニッポンR』において『臨死!!江古田ちゃんinオールナイトニッポン』の題名でラジオドラマ化された。11月25日からオールナイトニッポンモバイルにて有料配信もされている。
本作は作者が大学時代に所属していたサークルの部室ノートに描いていた漫画を原型としており、アフタヌーン四季賞・四季大賞では初の4コマ作品。当初は別雑誌に持ち込んでいたが、「全然つまらない」と酷評されて落ち込み、捨ててしまおうかとも考えていた所、漫画喫茶で月刊アフタヌーンを目にして投稿したという(『イママン 本谷有希子マンガ家インタビュウ&対談集』作者の発言)。

## 主な登場人物
江古田ちゃん
主人公。北海道釧路市出身、東京都練馬区にある江古田駅（西武池袋線）近隣に在住。家の中では全裸がポリシー。細身で黒髪ロング。つり目で黒目が人より小さい。昼は派遣社員として保険会社のオペレーターをしている。ヌードモデルにも従事。他にも日雇いバイトをしている。一時はクレジットカードの角を丸くする仕事にも興味を持ったが断念している。連載当初は新宿のクラブにホステスとして勤務していたが、厄介な客から屈辱を受け、同時にノルマの厳しさもあって退職している。その他にも、中華レストランのウェイターをしてみるもメニューが覚えられず退職するなど、仕事が長続きしない傾向がある。その後、フィリピンパブでホステスをしていたが、勤務先が閉店したため、ヌードモデル仲間からトップレスショークラブの仕事を紹介された。趣味の一環で舞踏を習いにいっているが、当初はエアロビクスに通うつもりであった。また、ブログを執筆している。
恋愛には積極的であるが、本命の男性に対しては様々な策を弄するも報われず、どうでもいい男とばかり寝てしまう。作中で「猛禽」と呼ばれる、異性受け（場合によっては同性受けも）のよい女に敵意を抱いている。また、子供に好かれない。酔っ払って駅でコンビニで買った焼き鳥を1人で食べるのが楽しみの一つ。それを後輩に見かけられて話しかけられると死ぬほど腹が立つが、レンタルビデオを返却しに行く途中の友人Mに「楽しそうだな…じゃあ。」と言われた時には逆にすがりついてきた。
友人M
主人公の友人。主人公とは対照的に身持ちが固く、恋愛経験は豊富ではないようである。片思いしていることが好き。Vネックの服を好んで着用している。比較的常識人であるが、主人公と腹を割って話し過ぎるあまり、周囲の人間に引かれたり、大ゲンカになったりすることが間々ある。眼鏡をかけた男性が好みである。「男前」と言われる事を嫌い、女子らしい一面も持つが、目立つ行動が男前なため言われやすい。江古田ちゃんを罵りながらもよく理解し、飄々としながらも江古田ちゃんを心配している。古風でやっかいな考えの持ち主だが、良い女ではある。
マーくん
主人公の本命。主人公と肉体関係を持っているが、遠距離恋愛中の彼女をはじめ肉体関係を持つ女性が何人もいる浮気男。江古田ちゃんを絶対に本彼女にする気はないが、離すつもりもない。
お姉ちゃん
主人公の一歳年上の姉。ギャルの25歳。江古田ちゃんとよく電話したり、泊まりにきたりする。関西在住の短大学生（看護系）だが、カリスマおっかけで全国を飛び回っている。元ヤン。高校時代は新しい彼氏ができる度にサボテンを購入しては枯らしていた。自ら彼氏の名前を腕に彫っては別れたら根性焼きで消していた。ヘビースモーカー。麩菓子好き。なお、現在の彼氏は回転寿司店に勤務しているようである。 頭は基本的に悪いが医療関係は強い。「〜だぉ」が口癖。強気だが付けまつげがないと外にも出られない。江古田ちゃん曰く「お姉ちゃん病」であり、いつでも無意識にお姉ちゃんらしく振舞うという悲しい習性を持つ。得意料理は「いなりあんかけ」
リンダ
主人公が勤務していたフィリピンパブのホステス。主人公を教師代わりにし、熱心に日本語を習っていたが、パブの閉店に伴い帰国。介護福祉士の資格を取って日本に戻ることを希望しているらしい。
猛禽
主人公と友人Mの一方的なライバルにあたる女性の総称。名称の由来は猛禽類のように狙った獲物（＝男）は決して逃さないことから。代表的な猛禽は巨乳で天然ボケなドジっ娘。話の聞き分けが良く、どの仕種も可愛らしく異性から、場合によっては同性からも受けが良い。妹猛禽、かくれ猛禽などのパターンもある。
江古田ちゃんの母
主人公と、主人公の姉の母親。ダラダラな娘たちとは違ってテキパキこなす性格。多少行動が強引で唯我独尊的な性格。
信者くん
主人公に好意を寄せている男性。主人公のかりそめの人格に惚れている。愛すれば愛されると思い込んでいる。
モッさん
モハメドさん。日本語が流暢なイラン人。優しいので女の子によく相談されている。ざっくばらんな一面もあるが、本質を突いた発言をすることが多い。
サム
主人公の元彼のアメリカ人。日本の様々な物事に疑問を投げかけ難癖をつけるが、自分が間違っているとは露にも思わず、日本では歓迎されないようなアメリカの風習を平気で持ち込むことも。主人公は単なるカルチャーショックだけでなく本人の人格にも問題があるとみている。日本に滞在している割に日本が好きなわけではない。「さぬきうどん」を「トゥクバの方がずっといい」と日本以外のアジア贔屓をするが、黒人に「うどんはうどん。うどんを他の麺類と比べるのはナンセンス」と叱られた際には「I got it（わかったよ）」と汗をかきながら保身していた。
ラミーちゃん
主人公のヌードモデル仲間。SMサロンの女王様やトップレスショークラブのダンサーでもある。女性器を「まんまんちゃま」「アネモネ」と呼ぶ。
オタっ子ちゃん
いわゆるオタクの女性。だがその妙なノリが一般男性に受け入れられたり、実は彼氏がいたり、隙を見て非処女なのをアピールしたりと、主人公たちにとってあなどれない存在。
隠れ猛禽
一見さばさばしていて見た目もさほど可愛くないのに、猛禽でも落とすのに苦労するようなレベルの男子をちゃっかりゲットしている。

## 書誌情報
瀧波ユカリ 『臨死!! 江古田ちゃん』 講談社〈アフタヌーンKC〉、全8巻
- 第1巻 2006年4月21日初版発行、ISBN 978-4-06-314413-0
- 第2巻 2007年4月23日初版発行、ISBN 978-4-06-314448-2
- 第3巻 2008年5月23日初版発行、ISBN 978-4-06-314506-9
- 第4巻 2009年8月21日初版発行、ISBN 978-4-06-314576-2
  - 第4巻 MANGART BEAMS T コラボTシャツ付き限定版 2009年8月20日初版発行、ISBN 978-4-06-358305-2 - 瀧波ユカリプロデュースのTシャツ付き
- 第5巻 2010年8月23日初版発行、ISBN 978-4-06-310686-2
- 第6巻 2012年6月22日初版発行、ISBN 978-4-06-387828-8
- 第7巻 2013年7月23日初版発行、ISBN 978-4-06-387904-9
- 第8巻 2014年11月21日初版発行、ISBN 978-4-06-388001-4

## ラジオドラマ
- 臨死!!江古田ちゃんinオールナイトニッポン
  - 2009年11月20日放送、ニッポン放送『一青窈と江古田ちゃんのオールナイトニッポンR』内
  - 全8話。配信は以下の3ファイルに分割されている。

1. その1 江古田ちゃんとは?
2. その2 猛禽、その3 夜の江古田ちゃん、その4 江古田ちゃんの友人M、その5 全裸生活
3. その6 猛禽と男たち、その7 キャッチセールス、その8 母と姉

キャスト
- 江古田ちゃん - 長沢美樹
- マーくん - 杉田智和

## テレビドラマ
2011年1月11日より毎週火曜日25:29 - 25:44に鳥居みゆき主演でドラマ化された。東日本大震災の影響で一旦休止していたが、2011年6月25日より毎週土曜日25:50 - 26:20に放送された。

### キャスト
- 江古田ちゃん - 鳥居みゆき
- 友人M - 江本純子
- お姉ちゃん - チェリータイフーン
- リンダ - 阿久澤菜々
- マーくん - 長谷川朝晴

### スタッフ
- 原作：瀧波ユカリ「アフタヌーンKC」（講談社刊）
- 脚本：松原秀
- 主題歌：「江古田ちゃんの歌」作詞／瀧波ユカリ　作曲／ハセベノヴコ　歌／江古田ちゃん（鳥居みゆき）VAP
- 撮影：大谷アグリ
- VE：外城勇一
- 照明：木村弥史
- 音声：渋谷誠一
- CA：鳴海寛起
- 美術：加藤健一
- 装飾：吉原芳郎
- 持道具：宮友里恵
- 衣裳：斧木妙恵
- メイク：秋山直美
- 編集：福田豊
- MA：和田修
- 音効・選曲：小西善行
- ロゴデザイン：レッドルースター（下山隆）
- CG：青木伸治
- 技術統括：佐藤博文
- 宣伝：松榮大　福井はるな
- スチール：土屋久美子　中武宏太
- 宣伝デザイン：高橋育恵
- 主題歌プロデューサー：田中宏太郎
- 助監督：井原真治　小笠原直樹
- 記録：菅真彩子
- プロデューサー補：志田篤彦
- メイキング：高橋政彦
- 製作担当：飯塚昌夫
- チーフプロデューサー：森實陽三
- 編成企画：植野浩之
- 編成：高谷和男
- 考査：湯元敏浩
- 製作委員会：VAP／大島満　茶ノ前香　帆山賢一　月成大地　4cast.co.jp／森永宏二　佐藤純一　D.N.ドリームパートナーズ／小野利恵子　堅田真人
- 企画プロデュース：伊藤響
- プロデューサー：池田健司、仲野尚之、八木欣也
- 演出：山下学美、三浦伸介
- 企画制作：日本テレビ
- 制作協力：日テレアックスオン
- 製作著作：臨死!! 江古田ちゃん 製作委員会

### 主題歌
- 江古田ちゃん（鳥居みゆき）「江古田ちゃんの歌」(VAP)

### 視聴率
| 第1話                                        | 2011年1月11日 | 1.3% |
| 第2話                                        | 2011年1月18日 | 1.9% |
| 第3話                                        | 2011年1月25日 | 1.2% |
| 第4話                                        | 2011年2月01日 | 1.5% |
| 第5話                                        | 2011年2月08日 | 2.2% |
| 第6話                                        | 2011年2月15日 |      |
| 第7話                                        | 2011年2月22日 |      |
| 第8話                                        | 2011年3月01日 |      |
| 第9話                                        | 2011年3月08日 |      |
| 第1話[再] 第10話                             | 2011年6月25日 |      |
| 第11話 第12話                                | 2011年7月02日 |      |
| 総集編                                       | 2011年7月09日 |      |
| 平均視聴率 %（ビデオリサーチ調べ・関東地区） |               |      |

### 放送局
| 放送地域   | 放送局         | 放送期間                                      | 放送日時                                          | 放送系列       | 備考                               |
| ---------- | -------------- | --------------------------------------------- | ------------------------------------------------- | -------------- | ---------------------------------- |
| 関東広域圏 | 日本テレビ     | 2011年1月11日 - 3月8日 2011年6月25日 - 7月9日 | 火曜 25時29分 - 25時44分 土曜 25時50分 - 26時20分 | 日本テレビ系列 | 制作局                             |
| 長崎県     | 長崎国際テレビ | 2011年3月4日 -                                | 金曜 25時53分 - 26時08分                          | 日本テレビ系列 | 日本テレビ基幹局以外では唯一放送。 |
| 近畿広域圏 | 読売テレビ     | 2011年6月3日・6月10日 2011年7月17日           | 金曜 25時58分 - 26時58分 日曜 26時19分 - 27時14分 | 日本テレビ系列 | 1回につき4話連続                   |
| 北海道     | 札幌テレビ     | 2011年7月6日 - 8月10日                        | 水曜 26時04分 - 26時34分                          | 日本テレビ系列 | 1回につき2話連続                   |

| 日本テレビ 火曜25:29枠                  | 日本テレビ 火曜25:29枠 | 日本テレビ 火曜25:29枠 |
| 前番組                                  | 番組名                 | 次番組                 |
| --------------------------------------- | ---------------------- | ---------------------- |
| 君に届け（再放送） ※24:59 - 25:59       | 臨死!!江古田ちゃん     | ユルアニ?              |
| 日本テレビ 土曜25:50枠                  |                        |                        |
| アイドルの穴〜日テレジェニックを探せ!〜 | 臨死!!江古田ちゃん     | スフィアクラブ         |

## テレビアニメ

### 第1作
『元気!!江古田ちゃん』のタイトルで『ユルアニ?』内で放送。	

### 第2作
2019年1月から3月までTOKYO MX・AT-Xほかにて放送された。1話ごとに監督・声優・制作スタッフが変わるオムニバス形式となる。各話ごとに主題歌・サウンドトラックを収録したCDが発売され、アニメ本編を視聴可能なストリーミングカードが附属する。
TOKYO MXでの放送は5分枠、AT-Xでの放送及びdアニメストアでの配信は監督・声優による対談トークパートを含んだ30分枠となる。

#### キャスト（テレビアニメ第2作）
|        | 江古田ちゃん     | その他 |
| ------ | ---------------- | --- |
| 第1話  | 石田晴香         | 落合福嗣、室元気、のだこころ、大久保ちか、東城咲耶子、大地丙太郎 |
| 第2話  | 朴璐美           | マーくん - 金城大和 |
| 第3話  | 巽悠衣子         | 彼 - 利根健太朗、姉 - 吉田紗和子、田中さん（クマ） - 横田和輝、猛禽 - 中条智世、女子（ネコ白） - 中村梨沙、女子（ネコ茶） - のだこころ                                         |
| 第4話  | 千葉千恵巳       | マーくん - 豊永利行、テレビの女 - 生田善子、ベッドの女 - 小西香葉 横田和樹、のだこころ                                                                                         |
| 第5話  | 宍戸留美         | その他 - 米たにヨシトモ |
| 第6話  | 三森すずこ       | |
| 第7話  | 土井美加         | 江古田ちゃん（幼少時）- 桜田芽久未、猛禽ちゃん - 加地綾乃、江古田ちゃんの姉 - すずきももこ、神様 - 山口翔平 内屋和敏、うさみ航、森田力斗、細田健太、豊島聖人、城山凌也、小林聡 |
| 第8話  | 伊瀬茉莉也       | 友人M - 潘めぐみ、猛禽ちゃん - 堀籠沙耶、男A - 内屋和敏、男B - うさみ航、男C - 森田力斗、男D - 細田健太、男E - 豊島聖人、男F - 山口翔平                                        |
| 第9話  | 小清水亜美       | オペレーターの眼鏡っ娘 - 堀籠沙耶、スーパーバイザーUさん - 園山ひかり、客A - 安齋由香里、客C - 橘えみり、客D - 寺田晴名、オペレーター男 - 高橋良輔                             |
| 第10話 | 小林愛           | 江古田ちゃん（分身）- 小林愛、母 - Aki詩音、姉 - ならはしみき、友人M - 小松由佳、猛禽ちゃん - のだこころ、ギャルA - 日笠陽子、ギャルB - 上村彩子                               |
| 第11話 | コショージメグミ | オーケン - 大槻ケンヂ、ナッキー - Narasaki、ニューバーグ店員/トレトレ客 - 横田和輝、ニューバーグ客 - 大門香美、セイジ/指パッチン - コバヤシオサム                              |
| 第12話 | たむらぱん       | 横田和輝、細田健太、直田姫奈、大門香美、寺田晴名、橘えみり |

#### スタッフ（テレビアニメ第2作）
|                               | 第1話 | 第2話 | 第3話 | 第4話 | 第5話 | 第6話 | 第7話 | 第8話 | 第9話 | 第10話 | 第11話 | 第12話 |
| ----------------------------- | --- | --- | --- | --- | --- | --- | --- | --- | --- | --- | --- | --- |
| 原作                          | 瀧波ユカリ『臨死!!江古田ちゃん』（講談社『アフタヌーン』所載）                                                                         | 瀧波ユカリ『臨死!!江古田ちゃん』（講談社『アフタヌーン』所載）                                                                         | 瀧波ユカリ『臨死!!江古田ちゃん』（講談社『アフタヌーン』所載）                                                                         | 瀧波ユカリ『臨死!!江古田ちゃん』（講談社『アフタヌーン』所載）                                                                         | 瀧波ユカリ『臨死!!江古田ちゃん』（講談社『アフタヌーン』所載）                                                                         | 瀧波ユカリ『臨死!!江古田ちゃん』（講談社『アフタヌーン』所載）                                                                         | 瀧波ユカリ『臨死!!江古田ちゃん』（講談社『アフタヌーン』所載）                                                                         | 瀧波ユカリ『臨死!!江古田ちゃん』（講談社『アフタヌーン』所載）                                                                         | 瀧波ユカリ『臨死!!江古田ちゃん』（講談社『アフタヌーン』所載）                                                                         | 瀧波ユカリ『臨死!!江古田ちゃん』（講談社『アフタヌーン』所載）                                                                         | 瀧波ユカリ『臨死!!江古田ちゃん』（講談社『アフタヌーン』所載）                                                                         | 瀧波ユカリ『臨死!!江古田ちゃん』（講談社『アフタヌーン』所載）                                                                         |
| 監督                          | 大地丙太郎 | 杉井ギサブロー | しぎのあきら | 望月智充 | 米たにヨシトモ | 髙橋良輔 | 三沢伸 | 小島正幸 | 高橋丈夫 | 長濵博史 笹岡由梨子（分身） | コバヤシオサム | 森本晃司 |
| 脚本                          | | 岡田麿里 | | 望月智充 | 米たにヨシトモ | 髙橋良輔 | | 武田ゆい | | | コバヤシオサム | |
| 絵コンテ                      | | | | | 米たにヨシトモ | 髙橋良輔 | | 小島正幸 | | 長濵博史 | コバヤシオサム | |
| 演出                          | | | | | | 吉井沙江 | | 谷紫織 | 北村充基 さんぺい聖（補佐） | 長濵博史 | | |
| キャラクターデザイン          | | | 岡部実 | 安田好孝 | | 吉井沙江 | 下地なるみ | 谷紫織 | 伊集院いづろ | | | 森本晃司 |
| 作画監督                      | | | | | | | 下地なるみ | | 伊集院いづろ（総） 近藤源一郎 | | | |
| 美術                          | 湖山真奈美 | 金村勝義 じゃっく | 森尾麻紀 （美術監督） | | | | 菊地禎仁 | 谷紫織 | | | | |
| 色彩設計                      | | 歌川律子 | 斎藤友子 | 古川篤史 | 米たにヨシトモ （色彩） | | 石黒文子 | 谷紫織 | 空久保美貴 | 梅崎ひろこ （色彩監督） | コバヤシオサム （色彩） | 森本晃司 （撮影） |
| 撮影監督                      | メビウス・トーン （撮影） | 植村優基 （撮影） | 河合有紀子 | 國重元宏 | 植村優貴 （撮影） | 酒井英之 （撮影） | 小西庸平 | 向純平 （撮影） | 山本弥芳 | | | 森本晃司 （撮影） |
| 編集                          | | | 中葉由美子 | | | | 岡安プロモーション 中葉由美子 | 向純平 （撮影） | | | コバヤシオサム | |
| オフライン編集                | | 櫻井崇 タイフーングラフィックス | | 柳圭介 | 平塚亮 | 内田渉 | | 砂賀貴範 | 丹彩子 | | | |
| オンライン編集                | 大野昌寛 | 大野昌寛 | 大野昌寛 | 大野昌寛 | 大野昌寛 | 大野昌寛 | 大野昌寛 | 大野昌寛 | 折田祐介 | 折田祐介 | 折田祐介 | 折田祐介 |
| 音響制作                      | Cloud22、RME | Cloud22、RME | Cloud22、RME | Cloud22、RME | Cloud22、RME | Cloud22、RME | Cloud22、RME | Cloud22、RME | Cloud22、RME | Cloud22、RME | Cloud22、RME | Cloud22、RME |
| 音響監督                      | | | 柴田勝俊 | 望月智充 | 米たにヨシトモ | ひらさわひさよし | 柴田勝俊 | 山田陽 | ひらさわひさよし | 名倉靖 | コバヤシオサム | 野川靖友 |
| 音楽                          | ダブルオーツ 安部純、武藤星児 | 笠松美樹 | 大隅知宇 | 小西香葉、近藤由紀夫（MOKA☆） （音楽効果）                                                                                             | 米たにヨシトモ | Audio Highs | 堤博明 | 佐藤優介 | 横山克 | 笹岡由梨子 （劇中歌作詞・作曲） | Narasaki サクライケンタ | たむらぱん |
| 音楽制作                      | | | エグジットチューンズ | | | エグジットチューンズ | エグジットチューンズ | | エグジットチューンズ | | | |
| プロデューサー                | はたなかたいち、氏家梢子、遠藤真帆、伊東紀子、鵜飼利恵、河西玲子、片岡義朗                                                             | はたなかたいち、氏家梢子、遠藤真帆、伊東紀子、鵜飼利恵、河西玲子、片岡義朗                                                             | はたなかたいち、氏家梢子、遠藤真帆、伊東紀子、鵜飼利恵、河西玲子、片岡義朗                                                             | はたなかたいち、氏家梢子、遠藤真帆、伊東紀子、鵜飼利恵、河西玲子、片岡義朗                                                             | はたなかたいち、氏家梢子、遠藤真帆、伊東紀子、鵜飼利恵、河西玲子、片岡義朗                                                             | はたなかたいち、氏家梢子、遠藤真帆、伊東紀子、鵜飼利恵、河西玲子、片岡義朗                                                             | はたなかたいち、氏家梢子、遠藤真帆、伊東紀子、鵜飼利恵、河西玲子、片岡義朗                                                             | はたなかたいち、氏家梢子、遠藤真帆、伊東紀子、鵜飼利恵、河西玲子、片岡義朗                                                             | はたなかたいち、氏家梢子、遠藤真帆、伊東紀子、鵜飼利恵、河西玲子、片岡義朗                                                             | はたなかたいち、氏家梢子、遠藤真帆、伊東紀子、鵜飼利恵、河西玲子、片岡義朗                                                             | はたなかたいち、氏家梢子、遠藤真帆、伊東紀子、鵜飼利恵、河西玲子、片岡義朗                                                             | はたなかたいち、氏家梢子、遠藤真帆、伊東紀子、鵜飼利恵、河西玲子、片岡義朗                                                             |
| プロデューサー                | 末田裕美 | | 末田裕美 | 末田裕美 | 末田裕美 | 末田裕美 | 末田裕美 | 末田裕美 | 末田裕美 | 末田裕美 | 末田裕美 | 末田裕美 |
| アニメーション プロデューサー | 別府洋一 | | 別府洋一 | 別府洋一 | 別府洋一 | 別府洋一 | 別府洋一 | 別府洋一 | 別府洋一 | 別府洋一 | 別府洋一 | 別府洋一 |
| アニメーション制作            | メビウス・トーン | クリエイターズインパック | アセンション | ゼロジー | クリエイターズインパック | 手塚プロダクション | スタジオコメット | Kinema citrus Co. | パッショーネ | ドライブ（制作） | | クリエイターズインパック |
| 製作                          | エグジットチューンズ、クリエイターズインパック、エー・ティー・エックス、大阪放送、東京メトロポリタンテレビジョン、創通、コントラ、楽天 | エグジットチューンズ、クリエイターズインパック、エー・ティー・エックス、大阪放送、東京メトロポリタンテレビジョン、創通、コントラ、楽天 | エグジットチューンズ、クリエイターズインパック、エー・ティー・エックス、大阪放送、東京メトロポリタンテレビジョン、創通、コントラ、楽天 | エグジットチューンズ、クリエイターズインパック、エー・ティー・エックス、大阪放送、東京メトロポリタンテレビジョン、創通、コントラ、楽天 | エグジットチューンズ、クリエイターズインパック、エー・ティー・エックス、大阪放送、東京メトロポリタンテレビジョン、創通、コントラ、楽天 | エグジットチューンズ、クリエイターズインパック、エー・ティー・エックス、大阪放送、東京メトロポリタンテレビジョン、創通、コントラ、楽天 | エグジットチューンズ、クリエイターズインパック、エー・ティー・エックス、大阪放送、東京メトロポリタンテレビジョン、創通、コントラ、楽天 | エグジットチューンズ、クリエイターズインパック、エー・ティー・エックス、大阪放送、東京メトロポリタンテレビジョン、創通、コントラ、楽天 | エグジットチューンズ、クリエイターズインパック、エー・ティー・エックス、大阪放送、東京メトロポリタンテレビジョン、創通、コントラ、楽天 | エグジットチューンズ、クリエイターズインパック、エー・ティー・エックス、大阪放送、東京メトロポリタンテレビジョン、創通、コントラ、楽天 | エグジットチューンズ、クリエイターズインパック、エー・ティー・エックス、大阪放送、東京メトロポリタンテレビジョン、創通、コントラ、楽天 | エグジットチューンズ、クリエイターズインパック、エー・ティー・エックス、大阪放送、東京メトロポリタンテレビジョン、創通、コントラ、楽天 |
| その他                        | | | | | | シナリオ協力 - 安田好貴 絵コンテ協力 - 坂本幸基                                                                                        | 画面構成 - 金澤比呂司 | | | 人形デザイン・操演・絵コンテ・演出・撮影 - 笹岡由梨子 （スーパーマリオネーション パート）                                              | スペシャルサンクス - 望月重孝 | |

#### 主題歌（テレビアニメ第2作）
|      | 第1話         | 第2話              | 第3話          | 第4話                              | 第5話              | 第6話            | 第7話      | 第8話                | 第9話               | 第10話           | 第11話             | 第12話             |
| ---- | ------------- | ------------------ | -------------- | ---------------------------------- | ------------------ | ---------------- | ---------- | -------------------- | ------------------- | ---------------- | ------------------ | ------------------ |
|      | 「浮世に華」  | 「夢に酔わされて」 | 「NAKED ECHO」 | 「空想い〜ダッタン人の踊り〜」     | 「ガンバリマ宣言」 | 「ムクドリ慕情」 | 「糸の夢」 | 「労働者のバラッド」 | 「恋が始まらNight」 | 「沼」           | 「東京しのび咲き」 | 「Dear Gemstones」 |
| 作詞 | OSTER project | やしきん           | かいりきベア   | yamazo                             | 稲葉エミ           | かたほとり       | 堤博明     | 亜沙                 | 和田アヤナ          | 大石昌良         | 越阪部智彦         | 結城アイラ         |
| 作曲 | OSTER project | やしきん           | かいりきベア   | yamazo                             | 小森茂生           | ARM（IOSYS）     | 堤博明     | 亜沙・橋口佳奈       | 岩見直明            | 大石昌良         | 越阪部智彦         | 津波幸平           |
| 編曲 |               |                    |                |                                    | 小森茂生           | ARM（IOSYS）     |            | 橋口佳奈             | 岩見直明、今村公治  | 大石昌良         | 越阪部智彦         | 津波幸平           |
| 歌   | しゅーず      | 速水奨             | あらき         | 小澤廉 江古田ちゃん応援し隊4話担当 | Gero               | きただにひろし   | NORISTRY   | 亜沙                 | 小林裕介            | オーイシマサヨシ | ピコ               | 松岡侑李           |

#### 放送局（テレビアニメ第2作）
| 放送期間                | 放送時間                     | 放送局   | 対象地域 | 備考                                             |
| ----------------------- | ---------------------------- | -------- | -------- | ------------------------------------------------ |
| 2019年1月9日 - 3月27日  | 水曜 1:00 - 1:05（火曜深夜） | TOKYO MX | 東京都   | 製作参加                                         |
| 2019年1月10日 - 3月28日 | 木曜 0:30 - 1:00（水曜深夜） | AT-X     | 日本全域 | 製作参加 / リピート放送あり / トークパートも放送 |

インターネットではdアニメストアにて木曜1:00（水曜深夜）に配信。トークパートも含む。

#### ラジオ
『臨死ラジオ!!江古田ちゃん〜深夜のBarTime〜』のタイトルで2019年4月20日から6月28日まで、ラジオ大阪にて土曜0:30 - 1:00（金曜深夜）に週一で放送されていた。パーソナリティは巽悠衣子。
| TOKYO MX 水曜1:00 - 1:05（火曜深夜）枠 | TOKYO MX 水曜1:00 - 1:05（火曜深夜）枠 | TOKYO MX 水曜1:00 - 1:05（火曜深夜）枠 |
| 前番組                                 | 番組名                                 | 次番組                                 |
| -------------------------------------- | -------------------------------------- | -------------------------------------- |
| 人外さんの嫁                           | 臨死!!江古田ちゃん                     | 八十亀ちゃんかんさつにっき（再）       |